# Viraal hemorragisch syndroom
Viraal hemorragisch syndroom (VHS), ook bekend onder de namen VHD (viral haemorrhagic disease) en RHD (rabbit haemorrhagic disease), is een specifieke konijnenziekte veroorzaakt door een calicivirus. Waarschijnlijk komt dit virus al langere tijd bij konijnen voor maar is het recentelijk (jaren negentig van de vorige eeuw) gemuteerd naar een dodelijke vorm. Eind 2015 werd aangetoond dat een nieuwe mutatie uit Frankrijk België en Nederland bereikte: VHS2 (of RHD2). Sedertdien verwijst men naar de originele variant als VHS1 (of RHD1).
Jonge konijnen tot 10 weken worden niet ziek van VHS-1, mogelijk vanwege antistoffen in de moedermelk.
VHS-2 is wel dodelijk voor jongere dieren.
VHS werd voor het eerst waargenomen in China en in juni 1990 ook aangetoond in België.
VHS-1 was verantwoordelijk voor een grote sterfte onder wilde konijnen. In 2004 was er nog maar 30% over van de Nederlandse konijnenpopulatie uit 1994.
Het virus ontsnapte uit een op een eiland gelegen laboratorium naar het Zuid-Australische vasteland in oktober 1995. In het Flinders Ranges National Park werd in november 1995 onder de konijnenpopulatie een sterftecijfer van 95% bereikt. Men schat dat gedurende die periode meer dan 30 miljoen konijnen in het gebied de dood vonden.

## Verspreiding VHS1 en VHS2
VHS wordt verspreid door direct of indirect contact: direct van konijn op konijn door lichaamsvocht en uitwerpselen, indirect door urine besmet gras, stekende insecten of door de mens (kleding en schoeisel). Tamme konijnen worden dan vaak ook besmet door dit indirecte contact, omdat het virus tot 3 maanden kan overleven op bijvoorbeeld kleding.

## Ziekteverloop
De incubatietijd is 16 tot 48 uur, waarna de ziekte snel en dodelijk toeslaat. Zieke konijnen worden sloom, stil, stoppen met eten en krijgen vaak diarree. Uiteindelijk kan het konijn lijden aan neusbloedingen en inwendige longbloedingen, waardoor het gaat gillen van de pijn. Eenmaal ziek, sterft het konijn binnen één tot drie dagen (VHS1) of drie tot vijf dagen (VHS2).

## Bestrijding
Beide varianten zijn niet te behandelen, maar wel te voorkomen door vaccinatie. Wanneer in een stal een dier besmet raakt met VHS1 kan een noodvacinatie bij de andere niet ingeënte dieren erger voorkomen, bij VHS2 helpt dit niet.
Om besmetting te voorkomen, is ook goede hygiëne belangrijk.